# David Rumelhart
David Everett Rumelhart (12 de junho de 1942 – 13 de março de 2011) foi um psicólogo americano que fez muitas contribuições para a análise formal da cognição humana, trabalhando principalmente nas estruturas da psicologia matemática, inteligência artificial simbólica e processamento paralelo distribuído. Ele também admirava as abordagens linguísticas formais da cognição e explorou a possibilidade de formular uma gramática formal para capturar a estrutura das histórias.

## Biografia
Rumelhart nasceu em Mitchell, Dakota do Sul, em 12 de junho de 1942. Seus pais eram Everett Leroy e Thelma Theora Rumelhart. Ele começou sua educação universitária na University of South Dakota, recebendo um bacharelado em psicologia e matemática em 1963. Ele estudou psicologia matemática na Universidade de Stanford, recebendo seu Ph.D. em 1967. De 1967 a 1987, ele serviu no corpo docente do Departamento de Psicologia da Universidade da Califórnia, San Diego. Em 1987 ele se mudou para a Universidade de Stanford, atuando como professor lá até 1998. Rumelhart foi eleito para a Academia Nacional de Ciências em 1991 e recebeu muitos prêmios, incluindo uma bolsa MacArthur em julho de 1987, a Medalha Warren da Sociedade de Psicólogos Experimentais e o Prêmio de Contribuição Científica Distinta da APA. Rumelhart, co-premiado com James McClelland, ganhou o Prêmio Grawemeyer de Psicologia da Universidade de Louisville em 2002.
Rumelhart ficou incapacitado pela doença de Pick, uma doença neurodegenerativa progressiva, e no final de sua vida morou com seu irmão em Ann Arbor, Michigan. Ele morreu em Chelsea, Michigan. Ele deixa dois filhos.

## Trabalhos
Rumelhart foi o primeiro autor de um artigo altamente citado de 1986 (co-autoria de Geoffrey Hinton e Ronald J. Williams) que aplicou o algoritmo de retropropagação (também conhecido como o modo reverso de diferenciação automática publicado por Seppo Linnainmaa em 1970) para redes neurais multicamadas. Este trabalho mostrou por meio de experimentos que tais redes podem aprender representações internas úteis de dados. A abordagem tem sido amplamente usada para pesquisas básicas de cognição (por exemplo, memória, reconhecimento visual) e aplicações práticas. Este artigo, entretanto, não cita trabalhos anteriores do método de retropropagação, como a dissertação de 1974 de Paul Werbos.
No mesmo ano, Rumelhart também publicou Processamento Distribuído Paralelo: Explorações na Microestrutura da Cognição com James McClelland, que descreveu sua criação de simulações de computador do perceptron, dando aos cientistas da computação seus primeiros modelos testáveis de processamento neural, e que é agora considerado como um texto central no campo das ciências cognitivas.
Em sua homenagem, a Fundação Robert J. Glushko e Pamela Samuelson criou o Prêmio David E. Rumelhart por Contribuições para os Fundamentos Teóricos da Cognição Humana em 2000. Uma pesquisa da Review of General Psychology, publicada em 2002, classificou Rumelhart como o 88.º psicólogo mais citado do século XX.